# Oberstüter
Oberstüter ist ein Stadtteil von Hattingen im Ennepe-Ruhr-Kreis in Nordrhein-Westfalen. Er liegt mehrere km südlich der Hattinger Altstadt östlich des Heierbergsbachs (Wodantal) im Hattinger Hügelland. Der Ort hat 207 Einwohner (31. Dezember 2024).

## Geschichte
Ehemals wurde der Ort allgemein Stüter genannt und in der 1. Hälfte des 15. Jahrhunderts als by Stuten erstmals in einem Heberegister erwähnt. Erste Höfe in Stüter aber schon im 12. Jahrhundert mit dem Bergerhof (op dem Berge) und im 14. Jahrhundert mit dem Gut Koweyde (Kuhweide, Kauerhof). In den Jahren von 1498 bis 1524 wird der Ort op den Stuten (Ober-Stüter) im Lehnsregister Limburg-Styrum geführt. 1523 wurde ein Hilbrant thon Stoetter im Hattinger Urkundenbuch erwähnt. In einer Ortschaftstabelle von 1841 werden Nieder- und Oberstüter als jeweils eigene Bauerschaften aufgeführt.
Oberstüter gehörte im Spätmittelalter und der Frühen Neuzeit in eigener Bauerschaft (Up den Stuten) im Amt Blankenstein, Kirchspiel und Gericht Hattingen zur Grafschaft Mark. Laut dem Schatzbuch der Grafschaft Mark von 1486 hatten die 29 Steuerpflichtigen Hofbesitzer in der Bauerschaft zwischen zwei oirt und vier Goldgulden an Abgabe zu leisten. Darunter der Hof des Sweder in der Strytbeick mit einer Abgabe von ein Goldgulden an das Stift Essen. Die große Bauerschaft Up den Stuten erstreckte sich damals zwischen den Bauerschaften Bredenscheid (Bredenscheide), Elfringhausen (Elffrinckhusen) und Sprockhövel (Sproeckhoevell). Sie umfasste die heutigen Ortsteile Nieder- und Oberstüter sowie der heute zu Bredenscheid und Sprockhövel gehörende Stüter-Anteil. 
Laut Dienstgeldregister des Hauses Blankenstein von 1685 wurden sechs Hofbesitzer in der Stuter Buir mit unterschiedlichen Albus-Beträgen besteuert. Laut einer Aufstellung von 1739 unterstanden dem Mühlenbann der halb königlich, halb dem Haus Cliff gehörenden Weiler-Mühle insgesamt 107 Bewohner aus Ober-Stüter und 200 Bewohner aus Nieder-Stüter.
Die Deutung des Ortsnamens Stüter ist unklar. Es könnte sich aber um ein Wort für ‘Berg’ oder ‘Hügel’ handeln, oder um beim Stüter Berg bzw. Hof.
Im 19. Jahrhundert war Ober Stüter eine Landgemeinde des Amtes Hattingen. 1885 hatte die Gemeinde (plus 2 Wohnplätze) eine Fläche von 4,67 km², davon 188 ha Ackerland, 37 ha Wiesen und 228 ha Holzungen. Es gab 75 Wohngebäude mit 89 Haushaltungen und 528 Einwohner. 1950 hatte Oberstüter auf der gleichen Grundfläche 314 Einwohner.
Die Gemeinde Oberstüter kam per Gesetz zur Neugliederung des Ennepe-Ruhr-Kreises am 1. Januar 1970 zur Stadt Hattingen.

## Beschreibung
Zu den früheren Arbeitgebern der ländlich geprägten Ortschaft zählte die Außenschachtanlage Niederheide der Zeche Alte Haase und die weiter westlich gelegene Zeche Petrus Segen. Zum Vereinsleben gehört der 1954 gegründete Fußballverein SC Oberstüter mit seinem Platz „Bergeshöhe“ an der Stöckerstraße und der inzwischen aufgelöste Männergesangverein Eintracht Oberstüter aus dem Jahre 1880. Es gibt noch ein in Auflösung befindliches Feuerwehrhaus des ehemaligen Löschzugs der Freiwilligen Feuerwehr und das Bürgerzentrum. Auf dem evangelischen Friedhof gibt es eine Kriegsgräberstätte mit sieben Toten des Zweiten Weltkriegs, davon fünf deutsche und zwei aus der ehemaligen Sowjetunion.